# Benito Perojo
Benito Perojo González (Madrid, 14 de junio de 1894-Madrid, 11 de noviembre de 1974) fue un director, productor y guionista de cine español.

## Biografía
De familia acaudalada, era hijo de un periodista y político de origen cubano, José del Perojo y Figueras (1850–1908), y de su esposa, Ana María de la Cortina Fuentes (1871–1954). Se licenció en Londres en ingeniería eléctrica, con lo que accedió a las nuevas tecnologías que, con posterioridad, aplicó a su cine. Se le considera habitualmente uno de los padres del cine español, cuyos comienzos marcó con algunas características esenciales (gusto por las adaptaciones literarias y uso frecuente de temas relacionados con el folclore patrio). Intervino en todas las ramas de la cinematografía y fue incluso actor.
Sus primeros trabajos datan del principio de la década de los diez, para la Sociedad Productora Patria Film en 1913 realizó Cómo se hace un periódico y en 1915 intenta explotar el filón cómico de Charlot, personaje creado por el genial Charles Chaplin, imitándole como "Peladilla", personaje cómico que le otorgó gran fama y con el cual interpretó y dirigió varios cortometrajes ese año. Después estuvo en Francia hasta que volvió en 1923.
Su flamenquismo folclórico, que le granjeó el aprecio de las masas, disgustó sin embargo a Luis Buñuel y a otros intelectuales de la Generación del 27; este tuvo al "Perojismo" como uno de los males endémicos del cine español. Ajeno a todo siguió cultivando Perojo su versión del musical patrio, identificado no se sabe por qué con el andalucismo. Fueron sus grandes éxitos Malvaloca (1926), adaptación del drama rural de los hermanos Serafín y Joaquín Álvarez Quintero; El negro que tenía el alma blanca (1934), adaptación de la celebérrima novela de otro español de origen cubano, Alberto Insúa; La verbena de la paloma (1935), versión de la famosa zarzuela del mismo título; y Goyescas (1942), junto a la actriz y cantante Imperio Argentina, que se afianzó como la diva en esa etapa del cine español y con quien trabajó también en Argentina con los títulos La maja de los cantares (1946) y Lo que fue de la Dolores (1947). Esta última realización fue seleccionada para participar en el Festival de Cannes, en 1947.
Tras su regreso a España en 1948 Perojo fundó una productora, labor que eclipsó por completo su faceta como director, que decidió relegar al olvido hasta su muerte, acaecida en Madrid en 1974. Se encuentra enterrado en el Cementerio de San Isidro.
Perojo dirigió numerosas adaptaciones fílmicas de clásicos y éxitos literarios de su época: Mariquilla Terremoto (1939), El barbero de Sevilla (1938), sobre la obra homónima de Beaumarchais (1773/1775) transformada en ópera por Gioacchino Rossini; Nuestra Natacha (1936), sobre el drama de Alejandro Casona; El negro que tenía el alma blanca (1927) y El negro que tenía el alma blanca (1934), ambas sobre la famosísima novela de Alberto Insúa; Marianela (1940), sobre la novela de Benito Pérez Galdós; Es mi hombre (1934), sobre la tragedia grotesca antimachista de Carlos Arniches; El hombre que se reía del amor (1932), también sobre una novela de Insúa; Mamá (1931), sobre la comedia de Gregorio Martínez Sierra / María Lejárraga; Malvaloca (1926), sobre el drama rural de los Álvarez Quintero; Boy (1926), sobre la obra de Luis Coloma y realizada con un gran despliegue de medios -dada por perdida hasta el hallazgo reciente de diez minutos de su metraje; Donde las dan las toman (1916); La verbena de la Paloma (1934), sobre la celebérrima zarzuela de Tomás Bretón y Ricardo de la Vega, que ya había sido adaptada en versión muda por José Buchs en 1921, o La casta Susana (1945), por ejemplo.

## Cortos como director y actor cómico "Peladilla"
- Garrotazo y tentetieso (1915).
- Peladilla, cochero de punto (1915).
- Donde las dan las toman (1915).
- Clarita y Peladilla en el football (1915).
- Clarita y Peladilla van a los toros (1915).

## Filmografía como director
- (1913) Fulano de tal se enamora de Manón.[3]
- (1914) Hombre o mujer/Amigo y esposa[3].
- (1916) Muñecos.
- (1926) Boy.
- (1926) Malvaloca.
- (1927) El negro que tenía el alma blanca.
- (1928) La condesa María.
- (1928) Corazones sin rumbo. Coproducción hispano-austriaca dirigida por Benito Perojo y Gustav Ucicky.
- (1930) La bodega.
- (1930) Un hombre de suerte.
- (1931) El embrujo de Sevilla.
- (1932) Es mi hombre (nueva versión sonora con el actor Valeriano León).
- (1932) Niebla.
- (1933) El hombre que se reía del amor.
- (1933) Se ha fugado un preso.
- (1933) Susana tiene un secreto.
- (1934) Crisis mundial.
- (1934) El negro que tenía el alma blanca. (nueva versión sonora y musical).
- (1935) La verbena de la Paloma.
- (1935) Rumbo al Cairo.
- (1936) Nuestra Natacha.
- (1938) El barbero de Sevilla.
- (1939) Mariquilla Terremoto.
- (1939) Suspiros de España.
- (1939) Los hijos de la noche
- (1940) Marianela.
- (1940) La última falla.
- (1941) Héroe a la fuerza.
- (1942) Goyescas.
- (1943) Stella.
- (1944) La casta Susana.
- (1944) Siete mujeres.
- (1945) Chiruca.
- (1945) Villa Rica del Espíritu Santo.
- (1946) La maja de los cantares.
- (1947) La copla de la Dolores.
- (1948) ¡Olé, torero!
- (1948) La hostería del caballito blanco.
- (1948) La novia de la Marina.
- (1949) ¡Olé torero!.
- (1950) Sangre en Castilla.
- (1950) Yo no soy la Mata-Hari.

## Filmografía como productor
- (1953) Aventuras del barbero de Sevilla. De Ladislao Vajda.
- (1954) Novio a la vista. De Luis García Berlanga.
- (1954) Morena Clara. De Luis Lucia.
- (1955) La Hermana Alegría. De Luis Lucia Mingarro.
- (1956) El amor de don Juan. De John Berry.
- (1956) Gli amanti del deserto. De Goffredo Alessandrini.
- (1956) La chica del barrio. De Ricardo Núñez.
- (1957) Susana y yo. De Enrique Cahen Salaberry.
- (1957) Maravilla. De Javier Setó.
- (1958) Pan, amor y... Andalucía. De Javier Setó.
- (1960) Un rayo de luz. De Luis Lucia.
- (1961) Ha llegado un ángel. De Luis Lucia.
- (1963) El turista o Millonario por un día. De Enrique Cahen Salaberry.
- (1963) La verbena de la paloma. De José Luis Sáenz de Heredia.
- (1965) La pérgola de las flores. De Román Viñoly Barreto
- (1966) Un novio para dos hermanas. De Luis César Amadori.
- (1966) Dos pistolas gemelas. De Rafael Romero Marchent.
- (1966) Las locas del conventillo. De Fernando Ayala.
- (1967) Grandes amigos. De Luis Lucia.
- (1970) El mesón del gitano. De Antonio Román.
- (1971) La orilla. De Luis Lucia.

## Filmografía como guionista
- (1929) La bodega. De Benito Perojo.
- (1934) La verbena de la Paloma. De Benito Perojo.
- (1938) Suspiros de España. De Benito Perojo.
- (1941) Héroe a la fuerza. De Benito Perojo.
- (1942) Goyescas. De Benito Perojo.
- (1970) El mesón del gitano. De Antonio Román.

## Premios y distinciones
Festival Internacional de Cine de Venecia
| Año  | Categoría            | Película              | Resultado |
| ---- | -------------------- | --------------------- | --------- |
| 1934 | Diploma Honorario    | Se ha fugado un preso | Ganador   |
| 1941 | Coppa della Biennale | Marianela             | Ganador   |
| 1942 | Premio de la Bienale | Goyescas              | Ganador   |

- Caballero Gran Cruz de la Orden del Mérito Civil (18/07/1966).[7]